# Aventuri la Marea Neagră
Aventuri la Marea Neagră este un film de aventuri românesc din 1972 regizat de Savel Stiopul. Rolurile principale sunt interpretate de Florin Piersic, Corina Chiriac, Mircea Septilici.

## Distribuție
- Florin Piersic — George Martin / „Herbert G. Stronghton”, căpitan de contrainformații, pretins reporter al revistei Irving Star din Ohio
- Corina Chiriac — spioana Ana Barbara / „Prospero”, cântăreața de la barul Hotelului Babylon de la Stâncile Albe, prietenă cu Hindermann
- Mircea Șeptilici — Richard Demster, proprietarul unui consorțiu de case de modă anglo-franceze, aviator pasionat
- Dana Crișan — Ioana, profesoară de limba engleză și translatoare
- Zephi Alșec — Tomescu/ „Ariel”, directorul complexului hotelier Babylon
- Carmen Maria Strujac — Lola, o turistă nostimă care învață limba italiană
- Marcel Anghelescu — generalul comandant al Serviciului de Contrainformații
- Titus Lapteș — colonelul Aldea, superiorul cpt. Martin
- George Rafael — Frank Hindermann supranumit „Checkmate”, detectiv specializat în spionaj economic
- Fabian Gavriluțiu — Vlad / „Gunnar Thunberg”, locotenent de contrainformații, pretins funcționar la un consorțiu naval suedez, jucător pasionat de golf
- Mihai Vasile Boghiță — „Faraonul”, complicele cu aspect de pirat al Barbarei
- Mihai Badiu — Ikamo Tahikava, reprezentantul unei firme de electronică din Hong Kong, fotograf și cineamator
- Dumitru Rucăreanu — Nuny Iordan, impresarul Barbarei, specialist în șușanele
- Tatia Pană — Cela, eleva lui Nuny
- Savel Stiopul — prof. Gogu Alamahus, fachir, hiptonizator și iluzionist
- Cornelia Ciurea — asistenta prof. Alamahus
- Ileana Cristea — dna Thunberg, soția lui Gunnar
- Maria Potra — turista
- Victor Tocariu — fiul turistei
- Nicolae Peniuc — Willy
- Rodica Feher — un model care-l însoțește pe Demster
- Liane Birenberg — Anda, fata răpită de pe plajă
- Vladimir Brînduș — Dinu, prietenul Andei
- Costin Prișcoveanu — prietenul lui Nuny
- Ermil Constantin — un chefliu
- Eva Pătrășcanu — dna Hindermann, soția detectivului
- Aurel Bulzan — turistul paralitic
- Alida Colceag — îngrijitoarea paraliticului
- Remus Nastu — străinul din bar
- Vera Stiopul — suedeza
- Valeria Codarcea — altă suedeză
- Mircea Mureșan — un turist olandez
- Valeriu Arnăutu — barmanul
- Ștefan Moisescu — colonelul
- Cornel Revent — turistul
- Octavian Niță — milițianul
- Szabolcs Cseh — locotenentul (menționat Cseh Szabolcs)
- Traian Păruș — un ofițer
- Leonid Strașun — un sublocotenent
- Alexandru Mereuță — comandantul
- Gheorghe Ghițulescu — adjunctul comandantului
- Doru Năstase — subofițerul de la unitatea militară de pe litoral
- Val Lefescu — tehnicianul de securitate
- Ștefan Lazarovici — ospătarul / delicvent de la depozitul de sticle
- Paul Strachmuțchi — șeful de sală
- Stela Patraș — doamna cu buline
- Jerzy Droszczak — un delicvent de la depozitul de sticle
- Ernest Polcovnicu — un admirator
- Radu Hangu — un turist
- Gogu Vasilescu — turistul în vârstă
- Isac Cassvan — paznicul de la far
- Carmen Tănase — Marga, picolița Hotelului Babylon
- Stela Iscru — fata de la etaj
- Osy Sigaly — ospătarul din vagon
- Mirel Ilieșiu — un savant (menționat Mirel Ilieșu)
- Iurii Stoica — un inginer
- Ion Grapini — cetățeanul din Ohio

## Primire
Filmul a fost vizionat de 6.769.780 de spectatori în cinematografele din România, după cum atestă o situație a numărului de spectatori înregistrat de filmele românești de la data premierei și până la data de 31 decembrie 2014 alcătuită de Centrul Național al Cinematografiei.